# Лідер
Лідер — той, хто веде; перший, що йде попереду, завжди перемагає. Член групи, всі учасники якої визнають його керівництво, покладаються на нього в прийнятті серйозних рішень і вирішенні важливих проблем.
Розрізняють:
формальне лідерство — це процес впливу на людей з позиції займаючої посади;
неформальне лідерство — це процес впливу на людей за допомогою своїх здібностей, вміння чи інших ресурсів.
Лідерство — це вибір, а не посада.
Лідерська поведінка характеризується такою поведінкою, як:
- — ініціативність у ситуаціях міжособистісної взаємодії;
- — відсутність мотивації пристосовуватись до оточення ;
- — відсутність жорсткого планування, любов до імпровізації;
- — чутливість до проблем членів групи, особливу увагу до слабких;
- — демонстрація домінуючої поведінки, смак і схильність до влади;
- — звернення за допомогою до обставин, тобто вміння використовувати для своїх цілей виникають у процесі взаємодії ситуативні моменти.

## Лідер з виробництва
Розрізняють
- лідер з виробництва.
- лі́дер політи́чний — глава держави, керівник політичної партії, український лідер, лідер громадської організації, народного руху тощо, який має високий авторитет, реальну владу і здатний здійснювати її задля розв'язання соціальних і політичних завдань.

## Хто такий лідер
- особистість, за якою члени групи визнають право брати на себе найвідповідальніші рішення, що зачіпають їхні інтереси
- особа, на яку офіційно покладені функції управління колективом і організації його діяльності
- особа, признана групою авторитетною
- керівник, член групи, здійснюючий керівництво